# Viðarlundin úti í Grøv

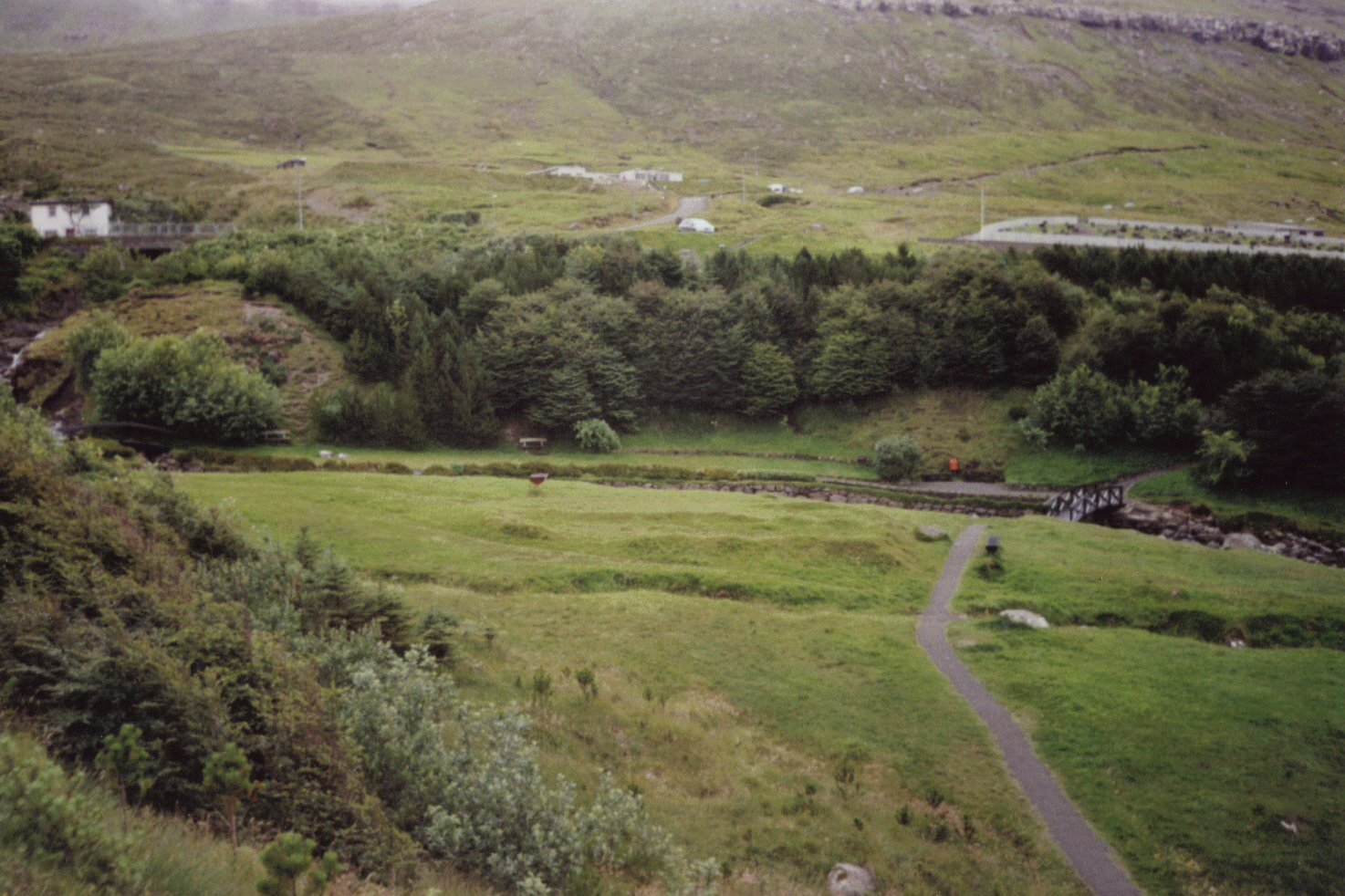
Blick von Südwesten

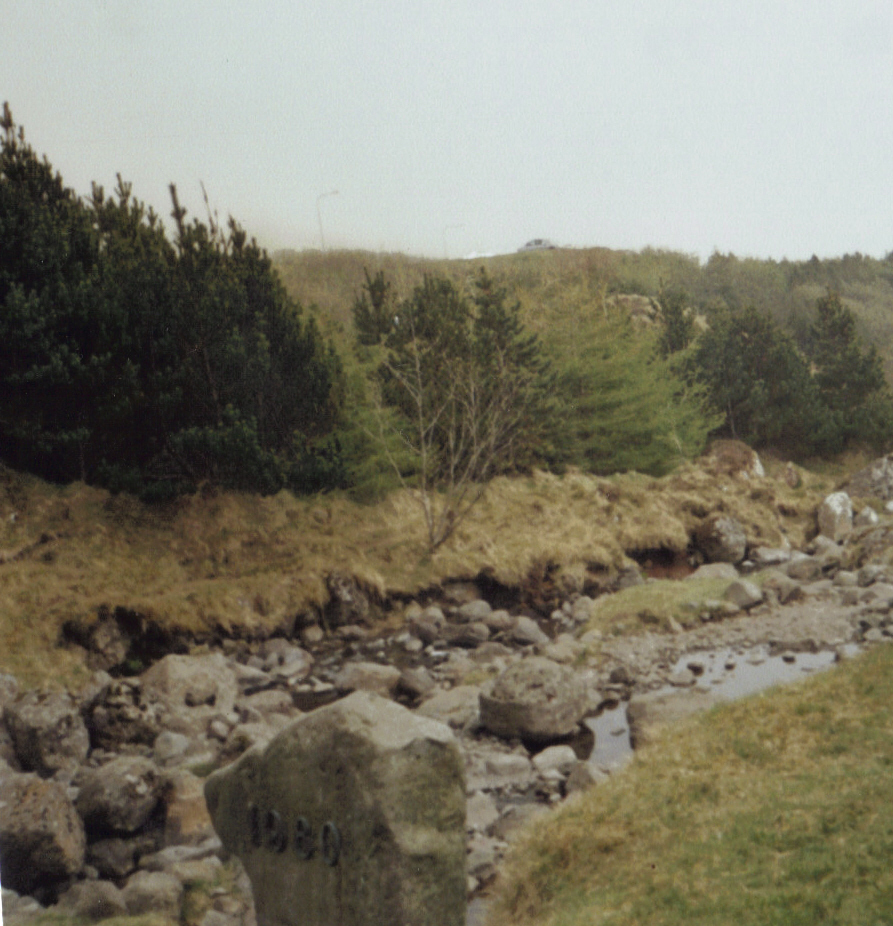
Gedenkstein und Wildbach

Viðarlundin úti í Grøv ist ein Wald nahe der Stadt Klaksvík auf der färöischen Insel Borðoy. Er besteht hauptsächlich aus Eschen, Birken und Fichten und befindet sich rund 1 km südöstlich der Stadt an der Landstraße 752 nach Norðoyri. Das färöische Wort viðarlund bedeutet wörtlich „Gehölz“ und bezeichnet eine Parkanlage oder einen Wald auf den Färöer, von deren Fläche nur 0,06 % bewaldet sind.
Der Rat der Stadt Klaksvík beschloss am 14. September 1979, auf dem „Grøv“ genannten Gelände, Flur 1621, unweit südöstlich der Stadt einen Wald anzulegen. Der Wald wurde ab 1980 auf einer Fläche von 33.000 m² angepflanzt.
2006 wurde der Viðarlundin úti í Grøv  erheblich nach Nordosten über die Landstraße 752 hinaus bis hin zu einem Wasserfall erweitert. Zahlreiche weitere Bäume wurden gepflanzt, mehrere zusätzliche Wege angelegt und Ruhebänke aufgestellt. Hauptsächlich wurden Fichten und Japanische Lärchen (Larix kaempferi) neu gepflanzt.
Der Viðarlundin úti í Grøv ist ein beliebtes Ausflugsziel und eine der Attraktionen der Stadt Klaksvík. Durch ihn fließt ein Wildbach, an dem man grillen darf, und der Wasserfall im Nordosten bildet einen Teich, der zum Baden freigegeben ist. Am Wildbach wurde zur Erinnerung an die Gründung der Anlage ein Gedenkstein mit der Jahreszahl 1980 aufgestellt. Der Wald umschließt halbkreisförmig eine Wiese, auf der die ovalen, überwachsenen Reste eines nicht ausgegrabenen Gebäudes aus der Wikingerzeit zu sehen sind. Wie alle Wälder bzw. Parkanlagen der Färöer außerhalb der Hauptstadt Tórshavn ist der Viðarlundin úti í Grøv eingezäunt, um die Bäume vor Nahrung suchenden Schafen zu schützen.